# Ammiraglio della flotta (Unione Sovietica)
Il grado di ammiraglio della flotta (in russo: Admiral flota; cirillico: Адмирал Флота) è stato il più alto grado della Marina Militare Sovietica dal 1940 al 1955 e il secondo più alto grado a partire dal 1962.

## Storia
La storia di tale grado è stata piuttosto travagliata. Il grado di "ammiraglio della flotta", che esisteva già nella Marina imperiale russa e venne istituito nuovamente nel 1940 dal Presidium del Soviet Supremo, ma non venne assegnato a nessuno fino al 31 maggio 1944, quando venne conferito all'ammiraglio Kuznetsov, che sin dal 28 aprile 1939 ricopriva il ruolo di Commissario del popolo per la marina e comandante in capo di tutte le forze navali sovietiche, ed all'ammiraglio Isakov, capo di stato maggiore della Marina; fino ad allora il più alto grado nella Marina militare sovietica era stato quello di admiral o ammiraglio di squadra. Il grado era rappresentato da una mostrina a quattro stelle, ma rispettando le gerarchie dell'esercito il grado di generale a quattro stelle, corrispondeva nell'Armata Rossa a generale d'armata, grado che aveva un grado superiore nel grado di maresciallo e pertanto il 25 maggio 1945 venne stabilito che il grado di ammiraglio della flotta fosse equiparato a quello di maresciallo dell'Unione Sovietica e le quattro stellette sostituite con una sola grande stella.
Il 3 marzo 1955 il Consiglio dei commissari del popolo per equiparare ulteriormente il titolo di ammiraglio della flotta a quello di maresciallo dell'Unione Sovietica, sostituiva il grado di ammiraglio della flotta, con quello di ammiraglio della flotta dell'Unione Sovietica. Il nuovo grado venne conferito all'ammiraglio Isakov e all'ammiraglio Kuznetsov, che dopo essere stato retrocesso al grado di contrammiraglio nel 1948, era stato ripristinato nel grado e nelle funzioni subito dopo la morte di Stalin.
Il 17 febbraio 1956 l'unico titolare rimase l'ammiraglio Isakov in quanto l'ammiraglio Kuznetsov, in seguito all'affondamento della nave da battaglia Novorossijsk, avvenuto nel porto di Odessa la notte tra il 28 e il 29 ottobre 1955 in seguito ad una esplosione, venne rimosso dall'incarico e retrocesso nuovamente a viceammiraglio e rimosso permanentemente dal servizio attivo; verrà reintegrato nel grado e riabilitato postumo nel 1988, quattordici anni dopo la morte avvenuta nel 1974.

### Due gradi differenti
Il grado di ammiraglio della flotta venne ripristinato nel 1962 per equiparare pienamente i gradi di esercito e marina ed equiparato al grado di generale dell'Esercito, poiché non esisteva un grado intermedio tra ammiraglio di squadra e ammiraglio della flotta dell'Unione Sovietica e divenne il secondo più alto grado della Marina sovietica.
Con il ripristino del grado di ammiraglio della flotta, il grado di ammiraglio della flotta dell'Unione Sovietica, pur essendo il più alto, si trasformò sempre più in un titolo onorifico e dopo la morte, avvenuta nel 1988, dell'ammiraglio Gorškov, terzo ed ultimo ammiraglio della flotta dell'Unione Sovietica, il titolo non venne più conferito e nel 1992, con la dissoluzione dell'Unione Sovietica, venne abolito.
Nella Marina militare della Federazione Russa il più alto grado è tornato ad essere quello di Ammiraglio della flotta.

## Equiparazione dei gradi
L'equiparazione degli alti gradi dell'esercito e della marina è stato nel corso degli anni il seguente rapporto ranghi alti ufficiali nella dell'esercito e della marina negli anni il seguente:
1940-1945
- Maresciallo dell'Unione Sovietica (маршал Советского Союза) — (nessuna corrispondenza)
- Generale dell'Esercito (генерал армии) — Ammiraglio della flotta (адмирал флота)
- Colonnello generale (генерал-полковник) e ammiraglio (адмирал)
- Tenente generale (генерал-лейтенант) e viceammiraglio (вице-адмирал)
- Maggior generale (генерал-майор) e contrammiraglio (контр-адмирал)

1945-1955
- Maresciallo dell'Unione Sovietica (маршал Советского Союза) — Ammiraglio della flotta (адмирал флота)
- Maresciallo comandante di Corpo (главный маршал рода войск) — (nessuna corrispondenza)
- Generale dell'Esercito (генерал армии), Maresciallo di Corpo (Маршал рода войск) — (nessuna corrispondenza)
- Colonnello generale (генерал-полковник) e ammiraglio (адмирал)
- Tenente generale (генерал-лейтенант) e viceammiraglio (вице-адмирал)
- Maggior generale (генерал-майор) e contrammiraglio (контр-адмирал)

1962—1992
A partire dal 1962 anno in cui venne ripristinato il grado di ammiraglio della flotta, l'equiparazione dei gradi dell'Armata Rossa e della marina sovietica era la seguente:
- Maresciallo dell'Unione Sovietica (маршал Советского Союза) e ammiraglio della flotta dell'Unione Sovietica (aдмирал флота Советского Союза)
- Generale dell'Esercito (генерал армии) e ammiraglio della flotta (адмирал флота)
- Colonnello generale (генерал-полковник) e ammiraglio (адмирал)
- Tenente generale (генерал-лейтенант) e viceammiraglio (вице-адмирал)
- Maggior generale (генерал-майор) e contrammiraglio (контр-адмирал)

## Cronotassi degli ammiragli della flotta
Ad essere insigniti del grado di ammiraglio della flotta furono dieci ufficiali:
- Sergej Georgievič Gorškov - 28 aprile 1962
- Vladimir Afanas'evič Kasatonov - 18 giugno 1965
- Nikolaj Dmitrievič Sergeev - 30 aprile 1970
- Semën Michajlovič Lobov - 28 luglio 1970
- Georgij Michailovič Egorov - 1973
- Nikolaj Ivanovič Smirnov - 5 novembre 1973
- Vladimir Nikolaevič Černavin - 4 novembre 1983
- Alexej Ivanovič Sorokin - 16 febbraio 1988
- Ivan Matveevič Kapitanec - 4 novembre 1988
- Konstantin Valentinovič Makarov - 4 novembre 1989

## Galleria d'immagini

Bandiera di Ammiraglio della flotta dell'Unione Sovietica {1935 - 1950}

Controspallina da ammiraglio della flotta (1943-1945)
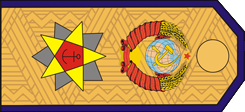
Controspallina da ammiraglio della flotta (1945-1955)
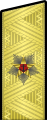
Controspallina da ammiraglio della flotta (1962-1994)